# Kohorta (statystyka)
Kohorta – termin stosowany w statystyce i naukach stosujących ją (np. demografia, medycyna), oznaczający zbiór obiektów, najczęściej ludzi, wyodrębniony z populacji z uwagi na zachodzące jednocześnie dla całego zbioru wydarzenie lub proces w celu przeprowadzenia analizy. Kohorta powinna być wyodrębniona na podstawie istotnych statystycznie cech i jednorodna pod ich względem. Badania z użyciem kohorty zwane są badaniami kohortowymi.
Najczęściej stosowaną kohortą jest kohorta demograficzna, grupująca np. osoby urodzone w danym roku, rozpoczynające w określonym roku edukację szkolną lub studia itp.
Kohorty demograficzne często wykorzystywane są w badaniach porównawczych między przedstawicielami różnych pokoleń lub bada się też te same kohorty wiekowe po upływie określonego czasu. 
Odmianą jest kohorta historyczna, kiedy grupy obserwowane są identyfikowane w przeszłości i obserwowane w kierunku teraźniejszości, pod kątem obserwowanego punktu końcowego.